# Сертанежа
Сертанежа (порт. Sertaneja) — муниципалитет в Бразилии, входит в штат Парана. Составная часть мезорегиона Север Пиунейру-Паранаэнси. Находится в составе крупной городской агломерации. Входит в экономико-статистический микрорегион Корнелиу-Прокопиу. Население составляет 6383 человека на 2006 год. Занимает площадь 444,488 км². Плотность населения — 14,4 чел./км².
Праздник города — 14 декабря.

## История
Город основан в 1947 году.

## Статистика
- Валовой внутренний продукт на 2003 год составляет 115 193 176,00 реалов (данные: Бразильский институт географии и статистики).
- Валовой внутренний продукт на душу населения на 2003 год составляет 17 870,49 реалов (данные: Бразильский институт географии и статистики).
- Индекс развития человеческого потенциала на 2000 год составляет 0,786 (данные: Программа развития ООН).